# Donne (krater)
Donne är en nedslagskrater på planeten Merkurius, med en diameter på ungefär 86 kilometer.
1976 uppkallades kratern efter poeten John Donne.